# شوهر کرایه‌ای
شوهر کرایه‌ای فیلمی به کارگردانی نصرت‌الله وحدت و نویسندگی محمدرضا کوفرد محصول سال ۱۳۵۳ است.

## خلاصه داستان
جواد که قهوه‌خانه‌ای در مسیر تهران-اهواز دارد، همسرش را از دست داده و مادرش اصرار می‌ورزد که او با دختر خاله‌اش سهیلا ازدواج کند. دختری به نام هنگامه که در اهواز اغفال شده، از ترس خانواده همراه جوان شیادی به نام سعید که به او قول ازدواج داده، به تهران می‌گریزد...

## بازیگران
- نصرت‌الله وحدت
- ژاله کریمی
- آراماییس وارطان یوسفیانس
- اصغر سمسارزاده
- یدالله شیراندامی
- منوچهر پوراحمد
- ملیحه نصیری
- علی زاهدی
- فرهاد حمیدی
- سرور رجایی
- مجید شهباز
- ذبیح‌الله ذبیح‌پور
- حسین شهاب
- ساغر
- دامی